# ريكاردو سيلفا دي ألميدا
ريكاردو سيلفا دي ألميدا هو لاعب كرة قدم برازيلي، ولد في 2 يونيو 1989 في ساو باولو في البرازيل. لعب مع ماريليا أتلتيكو ‏.

## وصلات خارجية
- ريكاردو سيلفا دي ألميدا على موقع قاعدة بيانات كرة القدم.إي يو (الإنجليزية)
- ريكاردو سيلفا دي ألميدا على موقع Soccerway.com (الإنجليزية)